# Улица Николая Садовского
Улица Николая Садовского — улица в Подольском районе Кропивницкого. Проходит от Андреевской улицы до Большой Перспективной, пересекая улицы Каховскую, Тобилевича и Островскую. Улица застроена частными малоэтажными домами.
По адресу ул. Николая Садовского, д. 40/9 находится Областной внебюджетный фонд обеспечения санитарного и эпидемиологического благополучия населения.

## История
В дореволюционный период она носила название Нижняя Быковская, позднее была переименована в улицу Пушкина.
В 2022 году улица была переименована в честь украинского театрального актёра и режиссёра Николая Садовского